# 哈拉什
36°39′11″N 6°50′11″E / 36.65306°N 6.83639°E

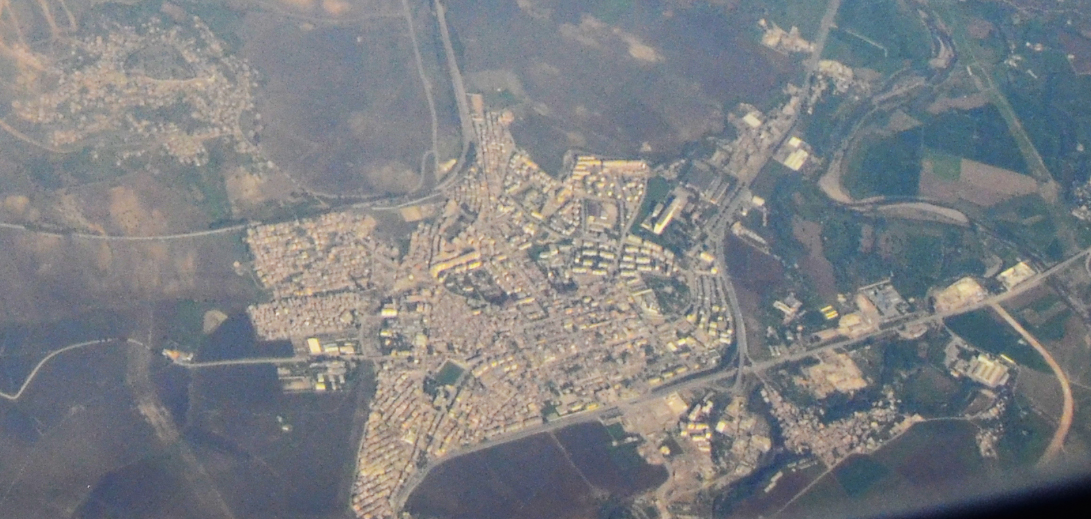

哈拉什（阿拉伯语：‎），是阿爾及利亞的城鎮，位於該國東北部，由斯基克達省負責管轄，是哈拉什區的首府，面積101平方公里，2008年人口为48,994人，人口密度每平方公里485人。